# Депутатський сеймик
Депутатський сеймик (пол. Sejmik deputacki) — один з видів партикулярних (місцевих) зібрань шляхти, який збирався для обрання депутатів до Коронного Трибуналу, вищої судової інстанції від 1578 року.
Депутатами могли бути будь-які вільно обрані шляхтичі, присутні на сеймику, але обов'язково із високими моральними і професійними якостями, і такі, що не мали проблем із судом, не були одночасно послами на Вальний сейм і не були послами від війська. Депутати обирались строком на один рік. Ці вимоги закріпилися у сеймових конституціях 1601, 1616 і 1678 років. Шляхтич не міг бути депутатом кілька разів поспіль — між першим і другим обранням мусило пройти чотири роки. Це право було впроваджено на початку XVII століття, аби запобігти утворенню професійних «засідателів».
На депутатському сеймику давали лише атестацію депутатові, а потім, подібно до інших різновидів сеймиків, займалися важливими проблемами.